# Blåbröstad parakit
Blåbröstad parakit (Pyrrhura cruentata) är en fågel i familjen västpapegojor inom ordningen papegojfåglar.

## Utseende och läte
Blåbröstad parakit är en färgglad papegojfågel med en kroppslängd på 30 cm. På huvudet syns mörkbrun hjässa som blir fläckig bakåt nacken och mörkrött på tygeln och under ögat. Även delar av örontäckarna är mörkröda, medan de bakre delarna är ljust beigeorange. Vidare är kinden grön och på bröstet syns en lysande blå fläck som sträcker sig bakom örontäckarna och på så vis formar ett svagt halsband. Resten av undersidan är mörkgrön med en stor röd fläck på buken. Ovansidan är grönare med blå yttre handpennor och en röd skulderfläck. Stjärten är gul och grön. Lätena består av ljust tjatter.

## Utbredning och levnadsmiljö
Fågeln förekommer i sydöstra Brasilien (Bahia till Rio de Janeiro). Den lever företrädesvis i fuktiga låglänta skogar och kring skogsbryn, men har också observerats kring gläntor och i selektivt huggen skog och den kan möjligen även leva kvar i jordbruksområden med plantager förutsatt att tillräckligt många av skogens träd bevaras. Tillfälligt kan fåglarna förekomma upp till en höjd av omkring 960 meter över havet.

## Status och hot
Blåbröstad parakit har en liten världspopulation bestående av uppskattningsvis endast 2 500–10 000 vuxna individer. Den tros också minska i antal till följd av habitatförlust. Den är därför upptagen på internationella naturvårdsunionen IUCN:s röda lista över hotade arter, kategoriserad som sårbar (VU).